# Morbio Superiore
Morbio Superiore è una frazione di 687 abitanti del comune svizzero di Breggia, nel Canton Ticino (distretto di Mendrisio).

## Geografia fisica
Morbio Superiore si trova all'inizio della valle di Muggio.

## Storia

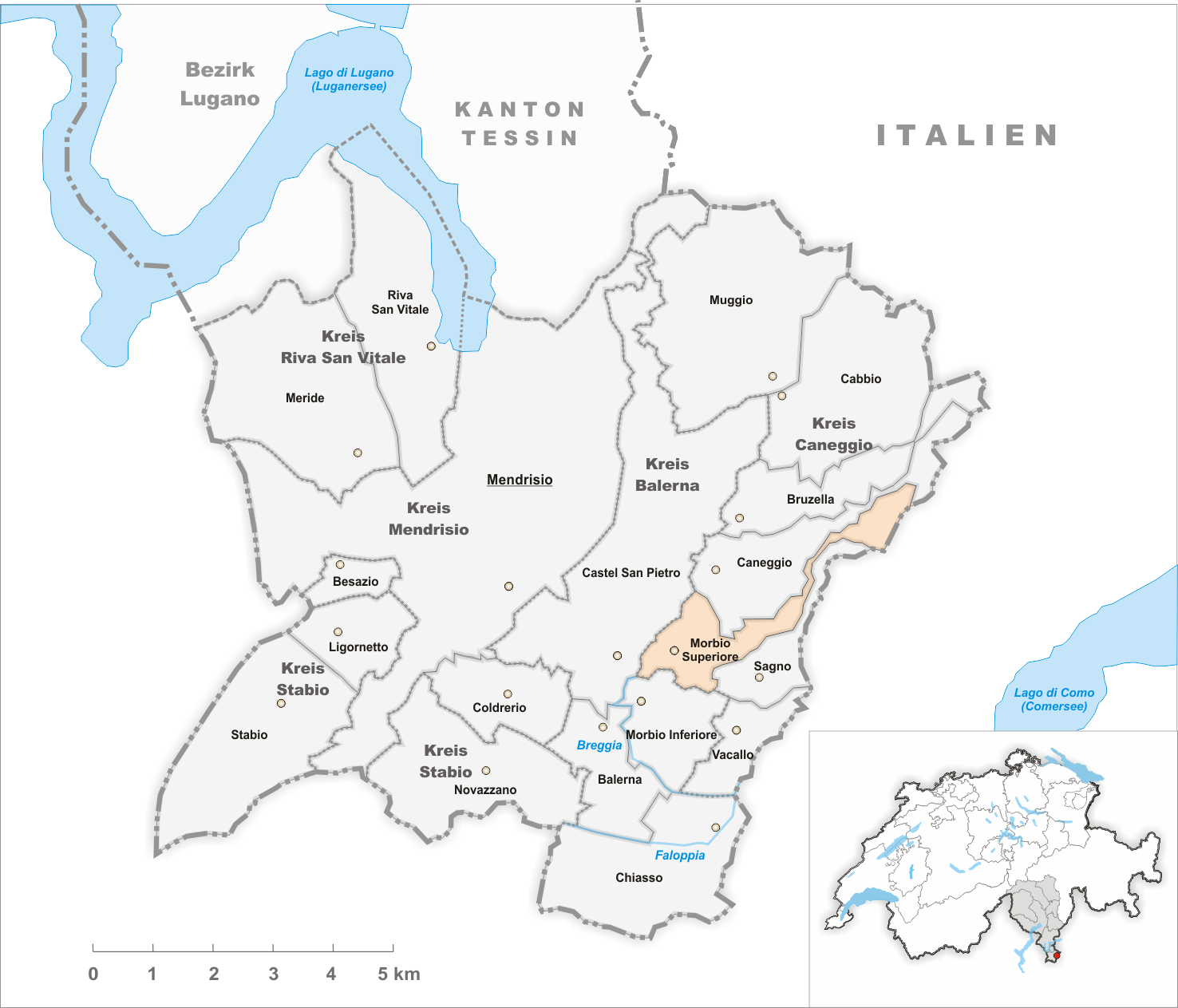
Il territorio del comune di Morbio Superiore prima degli accorpamenti comunali del 2009

Già comune autonomo che si estendeva per 2,8 km², nel 2009 è stato accorpato agli altri comuni soppressi di Bruzella, Cabbio, Caneggio, Muggio e Sagno per formare il comune di Breggia, del quale Morbio Superiore è il capoluogo.

## Monumenti e luoghi d'interesse

### Architetture religiose
- Chiesa di San Giovanni Evangelista, attestata dal 1227[1];
- Chiesa-oratorio di San Martino di Tours, eretta in epoca altomedievale[1];
- Oratorio di Sant'Anna, tardobarocco[1];
- Cimitero e cappella funeraria della famiglia Bernasconi[senza fonte];
- Ossario della chiesa di San Giovanni Evangelista, costruito nel 1743 e profondamente trasformato un secolo dopo[senza fonte].

### Architetture civili

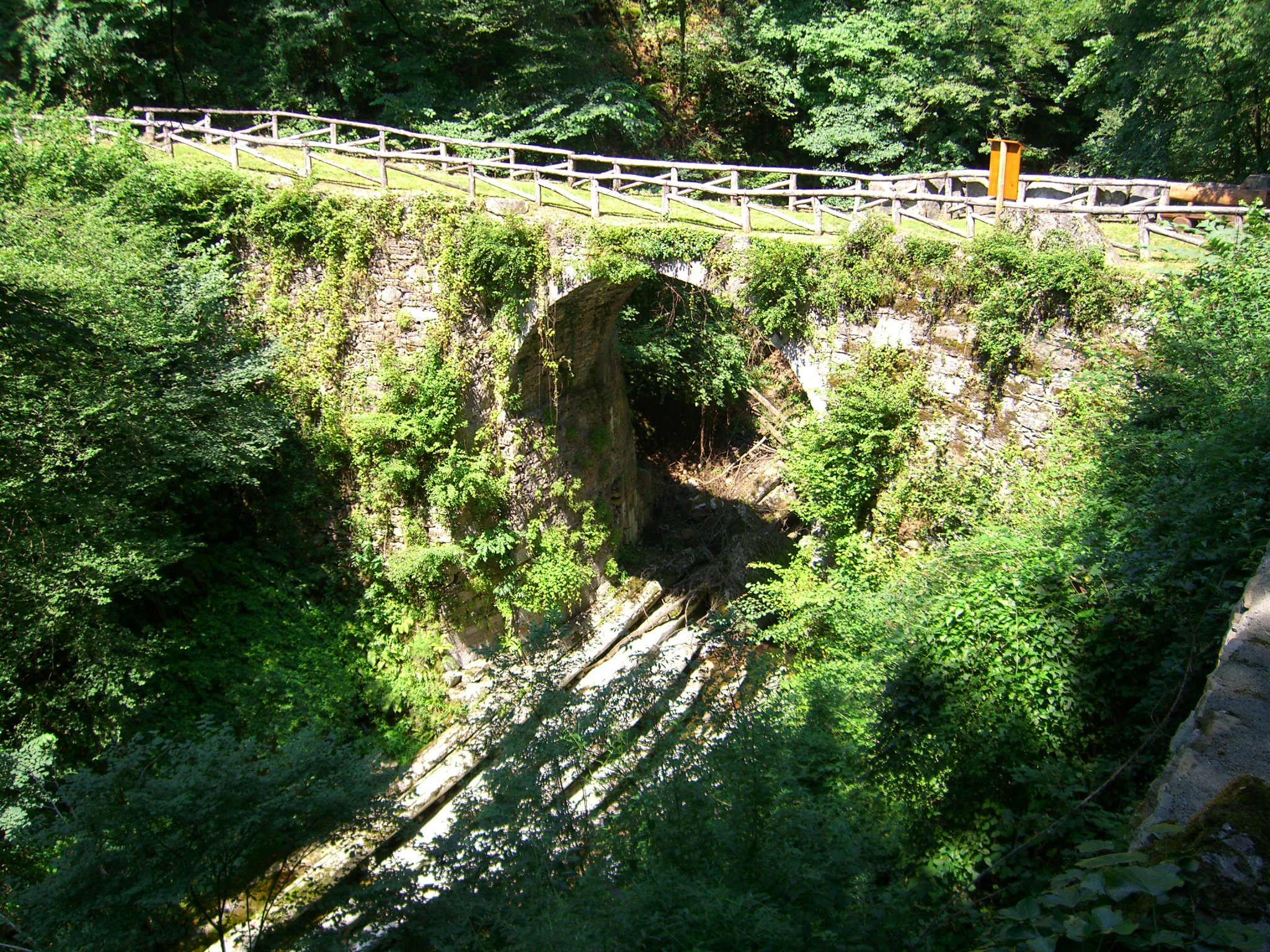
Il ponte in pietra di Canaa

- Edificio che ospita le scuole, realizzato nel 1950, decorato un anno dopo con un graffito di Mario Moglia e ampliato nel 1992[senza fonte];
- Casa Corinna, progettata da Peppe Brivio e realizzata nel 1962-1963[senza fonte];
- Casa unifamiliare in via Croce, progettata da Mario Botta e realizzata nel 1983-1984[senza fonte];
- Ponte in pietra di Canaa[senza fonte];
- Due muri a secco inseriti fra i beni culturali del cantone[senza fonte].

## Società

### Evoluzione demografica
L'evoluzione demografica è riportata nella seguente tabella:
Abitanti censiti

## Amministrazione
Ogni famiglia originaria del luogo fa parte del cosiddetto comune patriziale e ha la responsabilità della manutenzione di ogni bene ricadente all'interno dei confini della frazione.